# Ādīs ‘Alem
Ādīs ‘Alem är en ort i Etiopien.   Den ligger i regionen Oromia, i den centrala delen av landet, 40 km väster om huvudstaden Addis Abeba. Ādīs ‘Alem ligger 2 315 meter över havet och antalet invånare är 9 859.
Terrängen runt Ādīs ‘Alem är kuperad norrut, men söderut är den platt. Terrängen runt Ādīs ‘Alem sluttar söderut. Runt Ādīs ‘Alem är det ganska tätbefolkat, med 185 invånare per kvadratkilometer. Närmaste större samhälle är Genet, 11,6 km öster om Ādīs ‘Alem. Trakten runt Ādīs ‘Alem består till största delen av jordbruksmark.